# Alluvioni Piovera
Alluvioni Piovera är en kommun i provinsen Alessandria i regionen Piemonte i Italien. Kommunen hade 1 738 invånare (2018).
Kommunen Alluvioni Piovera bildades den 1 januari 2018 genom en sammanslagning av de tidigare kommunerna Alluvioni Cambiò och Piovera.